# Iryna Friz
Iryna Friz (en ukrainien : Ірина Василівна Фріз), née le 25 septembre 1974 à Eupatoria (RSS d'Ukraine, URSS), est une femme d'État ukrainienne.

## Biographie
Elle est diplômée de l'Académie nationale des Beaux-arts et d'Architecture.

### Carrière politique
Elle était ministre du Gouvernement Hroïsman. En 2014 elle a été élue membre de la Rada pour le parti bloc Porochenko puis en juillet 2019 pour le parti Solidarité européenne.